# Natte heide (natuurdoeltype)
Natte heide is een natuurdoeltype dat voorkomt op de hogere zandgronden en in het laagveengebied. De vegetatie bestaat voornamelijk uit mossen, grasachtige vegetatie en gewone dophei (Erica tetralix). Het natuurdoeltype vergt een zeer nat tot matig nat waterregime en een diepe grondwaterstand. De vegetatie wordt voornamelijk gevoed door regenwater en eventueel door grondwater. Het natuurdoeltype komt voornamelijk voor op natte zand- en leemgronden maar ook op bepaalde veengronden. De bodem is oligotroof of mesotroof en heeft een zure tot matig zure pH-waarde. Het natuurdoeltype heeft een oppervlakte van minstens 5 ha nodig om zichzelf in stand te houden. 

## Plantengemeenschappen
Binnen het natuurdoeltype natte heide kunnen meerdere plantengemeenschappen voorkomen. Deze plantengemeenschappen hoeven niet allemaal voor te komen om het natuurdoeltype te bereiken.     
| Nederlandse naam                              | Wetenschappelijke naam                                 |
| --------------------------------------------- | ------------------------------------------------------ |
| associatie van moerasstruisgras en zompzegge  | Carici curtae-Agrostietum caninae                      |
| rompgemeenschap met veenpluis en veenmos      | RG Eriophorum angustifolium-Sphagnum-[Scheuchzerietea] |
| associatie van moeraswolfsklauw en snavelbies | Lycopodio-Rhynchosporetum                              |
| associatie van gewone dophei                  | Ericetum tetralicis                                    |
| moerasheide                                   | Sphagno palustris-Ericetum                             |
| associatie van klokjesgentiaan en borstelgras | Gentiano-Nardetum                                      |
| draadgentiaan-associatie                      | Cicendietum filiformis                                 |
| grondster-associatie                          | Digitario-Illecebretum                                 |

## Subtypen
Natte heide kan onderverdeeld worden in drie subtypen. Alle subtypen komen overeen met het habitattype Noord-Atlantische vochtige heide met Erica tetralix uit de habitatrichtlijn. Het subtype natte heide komt overeen met het habitattype slenken in veengronden met vegetatie behorend tot het Rhynchosporion wanneer de associatie van moeraswolfsklauw en snavelbies voorkomt binnen het areaal. Natte heide verschilt enkel in beheer van het subtype vochtig heischraal grasland wat minder intensief begraasd wordt waardoor er vergrassing optreedt. Het derde subtype moerasheide verschilt voornamelijk qua abiotiek van de andere twee subtypen omdat dit subtype kenmerken van een hoogveengebied vertoont. 